# Dobrava, Križevci
Dobrava este o localitate din comuna Križevci, Slovenia, cu o populație de 53 de locuitori.